# Sega Master System II
Sega Master System II (SMS II) – konsola do gier firmy Sega; stosowanym nośnikiem danych był kartridż (ang. ROM cartridge). Swoją premierę miała w USA w 1990, w Europie w 1991 a w Polsce w 1992. Wersja "II" była pozbawiona niektórych cech poprzedniego modelu, m.in. złącza Game Card, wskaźnika power-on, przycisku reset i złącza rozszerzeń. Spowodowane było to tym, iż producentom zależało na obniżeniu ceny sprzętu. Polityka firmy nie opłaciła się, ponieważ w czasie, gdy konsola pojawiła się na sklepowych półkach, zaczęły powstawać konsole 16-bitowe. Mimo tego, że SMS II była lepsza pod względem technicznym od NES, i tak przegrała z nią w walce o rynek, ze względu na to, że popularna wówczas konsola Nintendo miała już znacznie większą ilość fanów, a dodatkowo gry na nią były zdecydowanie tańsze. Konsola zawierała wbudowane gry Sonic the Hedgehog lub Alex Kidd in Miracle World, które można było uruchomić, gdy w slocie nie było żadnego kartridża.

## Specyfikacja sprzętowa
- Procesor: klon Z80/3,58 MHz
- Pamięć: 8 kB RAM, 16 kB VRAM, od 8 kB do 256kB ROM
- Grafika: NEC UPD9004G VDP, rozdzielczość 256x192 lub 256x224 pikseli, 32 kolory z palety 64, max 64 sprite’y (8x8)
- Dźwięk: TI SN76489 (4 kanały, 3 kanały generujące falę prostokątną i jeden kanał szumu)
- Dodatkowe parametry: sprzętowe przewijanie ekranu (prawo, lewo, dół, góra)